# Боби Мур
Робърт Фредерик Челси /„Боби“/ Мур (на английски: Robert Frederick Chelsea /„Bobby“/ Moore) е английски футболист, защитник. Признат за един от най-великите защитници в историята. Пеле е заявил, че Боби Мур е най-добрият защитник, срещу когото е играл. Той е капитан на Уест Хям Юнайтед за повече от 10 години и извежда английския национален отбор по футбол до световната титла на домакинското първенство през 1966 г. с капитанската лента на ръката. През 1968 г. с Англия печели бронзов медал от Европейското първенство по футбол.
Роден е на 12 април 1941 г. в Баркинг, Англия. Започва да играе футбол на 15-годишна възраст в отбора на Уест Хям, в който играе 16 от общо 20 години футболна кариера. Боби Мур е спечелил едни от най-високите футболни отличия и награди:
- Футболист на годината в Англия на Асоциацията на футболните журналисти: 1964 г.
- Спортист на годината на Би Би Си: 1964
- Приет в Английската футболна зала на славата: 2002 г.
- Избран в отбора на всички световни първенства по футбол: 2002
- Юбилейна награда на УЕФА за най-добър английски футболист на 50-илетието 1954-2003: 2003 г.
- Включен в списъка на най-великите футболисти на 20 век според World Soccer

През 1991 г. е съобщено, че Боби Мур, който преди това се е възстановил от рак на тестисите, може да има рак на червата, въпреки че информацията не е потвърдена по това време. На 14 февруари 1993 г. Мур публично обявява, че страда от рак на дебелото черво и черния дроб.  Той умира 10 дни по-късно в Лондон, Англия, а погребението му се провежда на 2 март. 

## Препратки
- Хозяин «Уэмбли». Памяти Бобби Мура (на руски)
- Bobby Moore, National Football Museum (англ.)
- Боби Мур 1969 г.